# Storchenbiss

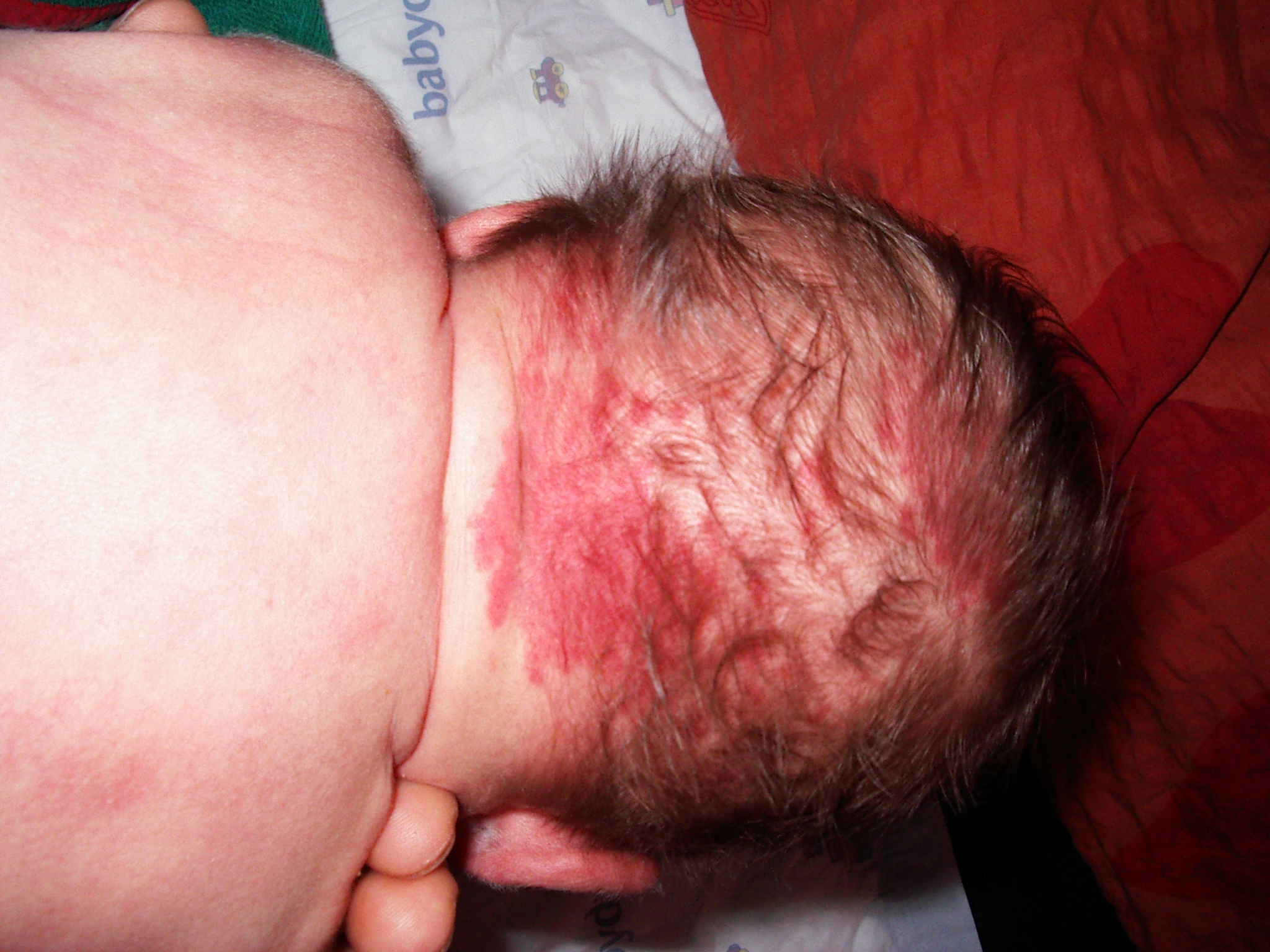
Storchenbiss im Nacken eines wenige Tage alten Babys

Der Storchenbiss, Nävus Unna (-Politzer), Naevus occipitalis oder Bossard-Fleck ist ein roter Hautfleck, bzw. Naevus flammeus (Feuermal), der meistens am Hinterkopf, seltener auf der Stirn, über dem Kreuzbein oder an den Augenlidern eines Säuglings auftritt.
Durch die häufigste Platzierung an der unteren Haargrenze am Hinterkopf hat der Storchenbiss seinen Namen. Es sieht aus, als hätte „der Storch, der die Kinder bringt“, hier das Kind mit dem Schnabel gehalten.

## Entstehung
Die rote Farbe wird durch vermehrte und erweiterte Adern (Kapillargefäße) hervorgerufen. Charakteristisch ist die Intensivierung der Farbe bei verstärkter Durchblutung wie durch Aufregung oder beim Schreien.
Möglicherweise entsteht der Storchenbiss durch minimale Fehlfunktionen bei der Umstülpung des Neuralrohres in der Fetalperiode.

## Häufigkeit
Storchenbisse sind harmlos und kommen bei etwa 60 bis 70 % aller Neugeborenen vor. Meistens vergeht diese Hautrötung im ersten Lebensjahr, kann jedoch auch über lange Zeit bestehen bleiben, insbesondere im Nacken und über dem Kreuzbein.

## Ähnliche Krankheiten
Nicht verwechselt werden darf der Storchenbiss mit dem Hämangiom, einem knäuelartigen gutartigen Tumor der Blutgefäße, der keine flache Rötung darstellt, sondern etwas über das normale Hautniveau erhöht ist, und deshalb auch „Blutschwamm“ genannt wird.